# 巴赫豪普特拉伯河

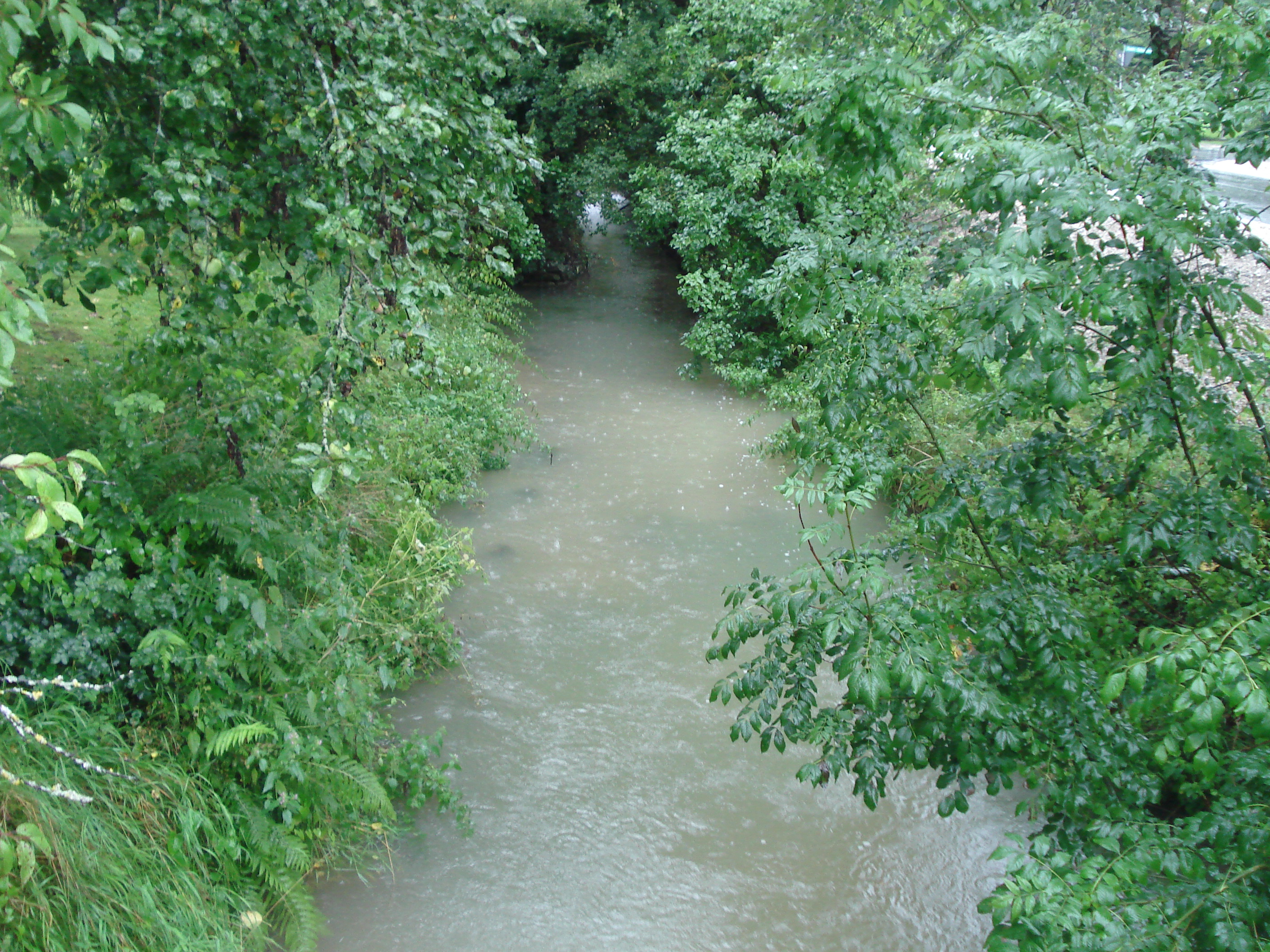
巴赫豪普特拉伯河

49°4′54.45″N 11°37′20.05″E / 49.0817917°N 11.6222361°E
巴赫豪普特拉伯河（德語：Bachhaupter Laber），是德國的河流，位於該國東南部，由巴伐利亞負責管轄，與維辛拉伯河匯流成為布賴滕布倫拉伯河，河道全長2.6公里。